# Pegollo

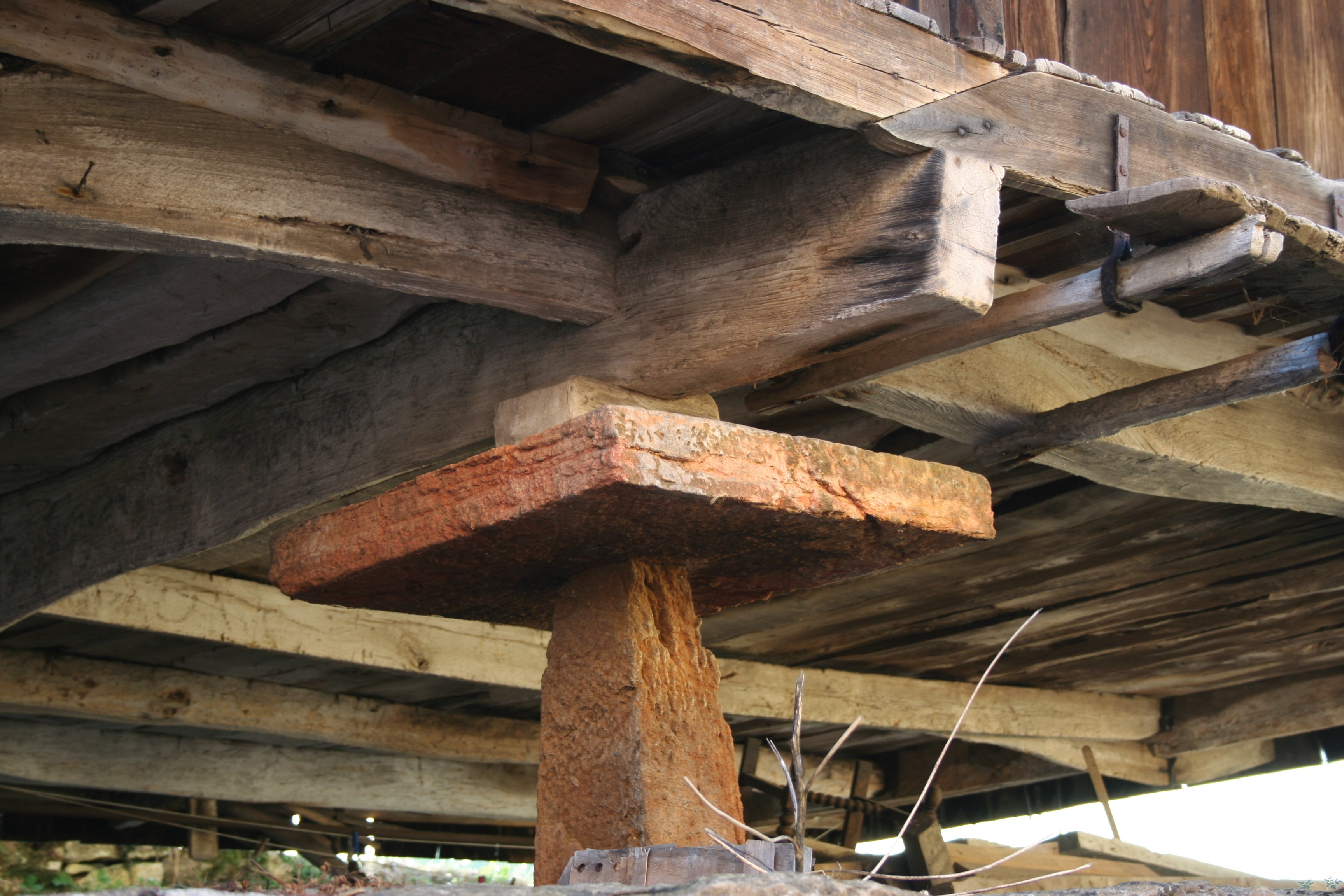
Pegollo en una panera de Oviedo.

El pegollo (pegoyu en asturiano) es el término utilizado para referirse a cada uno de los pilares sobre los que se sustentan las paneras y los hórreos. Pueden ser de piedra o madera. En Galicia reciben el nombre de esteo.
Su forma suele ser de pirámide troncada, si bien en algunas zonas puede tener forma ovalada.
Por encima de él se encuentra la muela (tornarratos en Galicia) que da base a la construcción y que sirve también para impedir el paso de ratones.

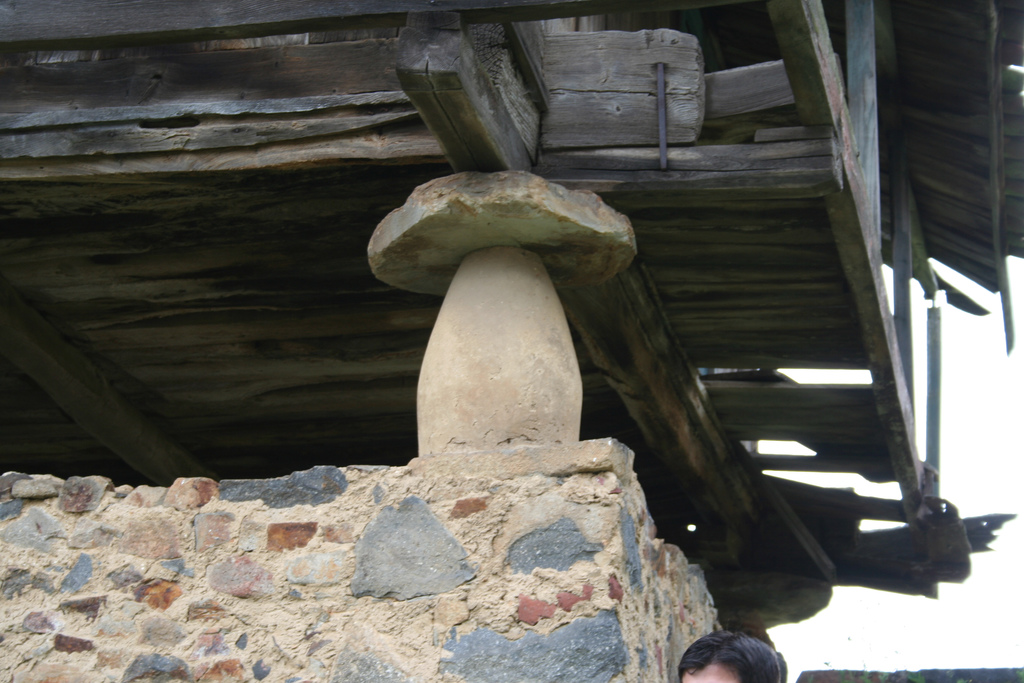
Pegollo en un hórreo de Eiros, Tineo, en forma ovalada.